# Кристенсен, Оге Том
Оге Том Кри́стенсен (дат. Aage Tom Kristensen; 4 августа 1893, Лондон, Великобритания — 2 июня 1974, Турё, Дания) — датский писатель, поэт и литературный критик.

## Биография
В 1919 году окончил Копенгагенский университет. В 1920 году дебютировал сборником стихов «Мечты пирата», а в 1921 году — романом из жизни обитателей трущоб Копенгагена «Арабеска жизни». В 1924—1963 годах (с перерывом в 1926—1932) — ведущий литературный критик газеты «Политикен». Автор путевых очерков и статей о Джеймсе Джойсе, Т. С. Элиоте, Эрнесте Хемингуэе, Уильяме Фолкнере и других англоязычных писателях, произведения которых переводил на датский язык. Как литератор был подвержен различным стилистическим влияниям: от экспрессионизма и импрессионизма до реализма.

## Романы
- Арабеска жизни / Livets Arabesk (1921)
- Другой / En anden (1923)
- Разрушение / Hærværk (1930)

## Сборники стихов
- Мечты пирата / Fribytterdrømme 1920
- Чудеса / Mirakler 1921
- Павлинье перо / Påfuglefjeren 1922

## Сборник очерков
- Испанский кабальеро / En kavaler i Spanien 1926

## Сборник эссе
- Между войнами / ' 1946